# Технический университет в Брно
Технический университет в Брно (VUT) (чеш. Vysoké učení technické v Brně, англ. Brno University of Technology, нем. Technische Universität in Brünn) — высшее учебное заведение в городе Брно, Чешская республика. Основанный в 1899 году и первоначально предлагавший единственный курс по строительству, он превратился в один из крупнейших технических чешских университетов с более чем 20 000 студентов, обучающихся на 8 факультетах по программам бакалавриата, магистратуры и докторантуры.

## История
Университет был основан в 1849 году благодаря переезду Дворянской академии из города Оломоуц в Брно (1847) и решением Моравского комитета стал двуязычным чешско-немецким училищем в Брно. С 1873 года был наделен статусом высшего учебного заведения под названием «Немецкий технический университет», в котором теперь обучение проводилось только на немецком языке.
В связи с закрытием университета в Оломоуце после участия в революции академического сообщества, в Моравии не хватало институтов, которые обеспечивали бы надлежащее высшее образование. Единственного технического университета, к тому же немецкого, было недостаточно, поэтому студенты уезжали в другие города – в Прагу, Вену и Краков. В связи с этим, количество просьб, которые призывали к созданию университета, увеличивалось, но уже не в Оломоуце, а в главном региональном городе — Брно. Моравские немцы второй чешский университет полностью отвергали и вели многолетние безуспешные споры о его создании (разрешить этот вопрос удалось после распада Австро-Венгерской империи в 1919 году, основав Масариков университет). Венское правительство попыталось разрешить спор путем компромисса, благодаря чему 19 сентября 1899 года императорским указом был создан Чешский технический университет им. Франтишка Йозефа в Брно.
Изначально университет размещался в импровизированном помещении на улице Августинской и насчитывал 4 профессора, а также 47 студентов, которые могли учиться только по строительной специальности. И лишь в 1900 году появилась возможность преподавать машиностроение, электротехнику, химическую инженерию. После первой мировой войны также появилась возможность изучать архитектуру. В 1911 году университет перебрался в новое здание на улицу Вевержи, в котором по сей день находится строительный факультет. В конце 30-х годов недолго носил название «Технический университет им. доктора Э. Бенеша».
В начале второй мировой войны деятельность университета, как и других высших учебных заведений, была приостановлена. Тем не менее некоторые учреждения, которые оккупационная администрация признала важными для экономики, сохранились и продолжали функционировать. Немецкий технический университет в Брно продолжал работу даже во время войны. После войны немецкие университеты в Праге и Брно были упразднены указом президента от 18 октября 1945 года, и деятельность чешского технического университета в Брно была возобновлена под старым названием «Технический университет им. доктора Э. Бенеша». Однако в 1951 году университет был закрыт, и некоторые факультеты были переданы в новосозданную Военно-техническую академию.
Единственные факультеты, которые обеспечивали обучение для граждан, стали строительный и архитектурный под именем Строительного университета. Только в 1956 году активность университета постепенно восстанавливалась под нынешним названием «Технический университет в Брно». Состояние университета стабилизировалось в 1961 году.
После 1989 года была проведена реорганизация некоторых факультетов, а также появились новые специальности. Был восстановлен химический факультет (1992). Кроме технических специальностей, VUT также развивался на экономических специальностях (факультет предпринимательства, основанный в 1992 году) и специальностях искусствоведения (факультет изобразительных искусств, основанный в 1993 году). Два факультета, расположенные в Злине, – Технический факультет, а также Факультет менеджмента и экономики, – в 2000 году отделились от университета и основали Университет Томаша Бати.
Последним значительным организационным изменением является разделение «Факультета электротехники и информатики» на «Факультет электротехники и коммуникации» и «Факультет информационных технологии», которое произошло в 2002 году.

## Структура VUT

### Факультеты
Технический университет в Брно состоит из следующих восьми факультетов:

#### Факультет архитектуры (FA)
Один из старейших факультетов VUT в Брно, был основан в 1919 году. В настоящее время на факультете обучаются основам архитектуры и урбанизма почти восемь сотен студентов.

#### Факультет электротехники и связи (FEKT)
Впервые специальность электротехники появилась в 1905 году.  В 1956 году был создан факультет энергетики, который впоследствии был преобразован в факультет электротехники. В 1993 году факультет получил доступ к современным компьютерным технологиям, изменил свою структуру и был переименован в факультет электротехники и вычислительной техники (FEI). В 2002 году был создан отдельный факультет информационных технологий, а FEI стал факультетом электротехники и связи (FEKT). В настоящее время на факультете учится около 4000 студентов бакалавриата, магистратуры и докторантуры.

#### Химический факультет (FCH)
Химический факультет VUT в Брно был основан с 1992 года, и начал свою деятельность с ограниченным количеством студентов и минимальным числом преподавателей. Изначально развитие факультета поддерживало Химическое сообщество города Брно, и природоведческий факультет университета Масарика в Брно. В 1994 году факультет успешно прошел вторую степень аккредитации наряду с химико-технологическими факультетами в Чехии.

#### Факультет машиностроения (FSI)
Факультет машиностроения был основан в 1900 г. В прошлом на нем преподавались основы электротехники, однако в результате сформировался отдельно электротехнический факультет. В настоящее время FSI является вторым по величине факультетов VUT, так как на нем учится более чем 4500 студентов. FSI состоит в общей сложности из 15 специализированных отделений и обучение проводится на трех уровнях – бакалавриат, магистратура и докторантура. Факультет занимается исследованием в таких дисциплинах, как машиностроение, системы производства, физическая и материальная техника, метрология.

#### Строительный факультет (FAST)
Является старейшим факультетом VUT. Студенты могут изучать такие дисциплины как архитектура строительных конструкций, строительство, геодезия и картография, архитектура градостроительства.

#### Факультет информационных технологий (FIT)
В 1964 был основан на факультете электротехники «кафедры автоматических вычислительных машин». Со временем был создан «Институт информатики», который в 2002 году был преобразован в самостоятельный факультет информационных технологий.

#### Факультет изобразительных искусств (FaVU)
Одним из самых молодых факультетов (основан в 1993 году) является факультет изобразительных искусств. По количеству студентов это самый маленький факультет в настоящее время (около 300 студентов).
Поскольку VUT является технически ориентированным университетом, этот факультет старается соединять технологии и искусство. В настоящее время FaVU преподает семь дисциплин, среди которых живопись, скульптура, графика, графический дизайн, промышленный дизайн, VMP (видео-мультимедиа-производительность).

#### Факультет предпринимательства (FP)
Еще одним из самых молодых факультетов университета, специализирующийся на экономике и предпринимательстве, является Факультет предпринимательства. В дополнение к программам бакалавриата, магистратуры и докторантуры факультет также предлагает обучение в аспирантуре MBA в сотрудничестве с зарубежными университетами. Около 3500 студентов изучают менеджмент, бухгалтерский учет, корпоративные финансы, налогообложение и управленческую информатику.